# Royce Campbell
Royce Campbell  (* 7. Juni 1952 in Seymour, Indiana)  ist ein US-amerikanischer Jazz-Gitarrist, Komponist und Musikproduzent. 

## Leben
Royce Campbells Vater arbeitete in der Marine; so wuchs Royce in verschiedenen Städten der USA sowie in Asien, Europa und der Karibik auf. Zunächst beschäftigte er sich als Gitarrist mit Rock and Roll; spätere Vorbilder waren Jimi Hendrix und Eric Clapton. nach Abschluss der Highschool Anfang der 1970er Jahre strebte er eine Profikarriere als Gitarrist an und arbeitete bei seinem Onkel Carroll DeCamp, der Arrangeur und Pianist bei Stan Kenton und Les Elgart gewesen war und seinen Neffen in Musiktheorie und Komposition unterrichtete. Mit 21 Jahren ging Campbell mit Marvin Gaye auf Tournee; 1975 wirkte er bei drei Konzerten von Henry Mancini in Indianapolis mit, der ihn für Tourneen als Gitarrist in sein Orchester holte, wo er bis Mancinis Tod im Jahr 1994 blieb.
Nachdem er bereits 1983 ein erstes Soloalbum eingespielt hatte, begann Campbell in den 1990er Jahren als Musiker und Produzent in eigenen Projekten zu arbeiten; 1993 entstand das Projekt G-5: A Tribute to Wes Montgomery, an dem auch die Gitarristen Tal Farlow, Jimmy Raney, Herb Ellis und Cal Collis mitwirkten. bei seinem 1994 aufgenommenen Album 6x6 spielten die Gitarristen Pat Martino, John Abercrombie, Larry Coryell, Dave Stryker und Bucky Pizzarelli. In dem anschließenden Project G-5: A Tribute to Joe Pass (1999) arbeitete er mit Charlie Byrd, Gene Bertoncini, Mundell Lowe und John Pisano. 
Campbell, der in Virginia lebt, spielte im Lauf seiner Karriere außerdem mit Mel Tormé, Sarah Vaughan, Ray Brown, Dave Brubeck, Joe Williams, Cleo Laine, Eddie Daniels, Eddie Harris, Frank Morgan und Mose Allison.

## Diskographische Hinweise
- 6x6 (Paddle Wheel Records, 1993)
- Pitapat (A-Records, 1998)
- Tribute to Henry Mancini (1996)
- Six by Six: A Jazz Guitar Celebration (Moon Cycle, 1994)
- Elegy to a Friend (Moon Cycle, 2006)
- Get Happy: A Tribute to the Life of Joe Kennedy (Foxhaven Records, 2007)
- Roses & Wine (Philology Jazz Records, 2008)
- Solo Wes: A Solo Guitar Tribute to Wes Montgomery (Moon Cycle, 2009)
- Organ Trio (2016), mit Jonah Kane-West, Billy Williams Jr.